# NeGcon

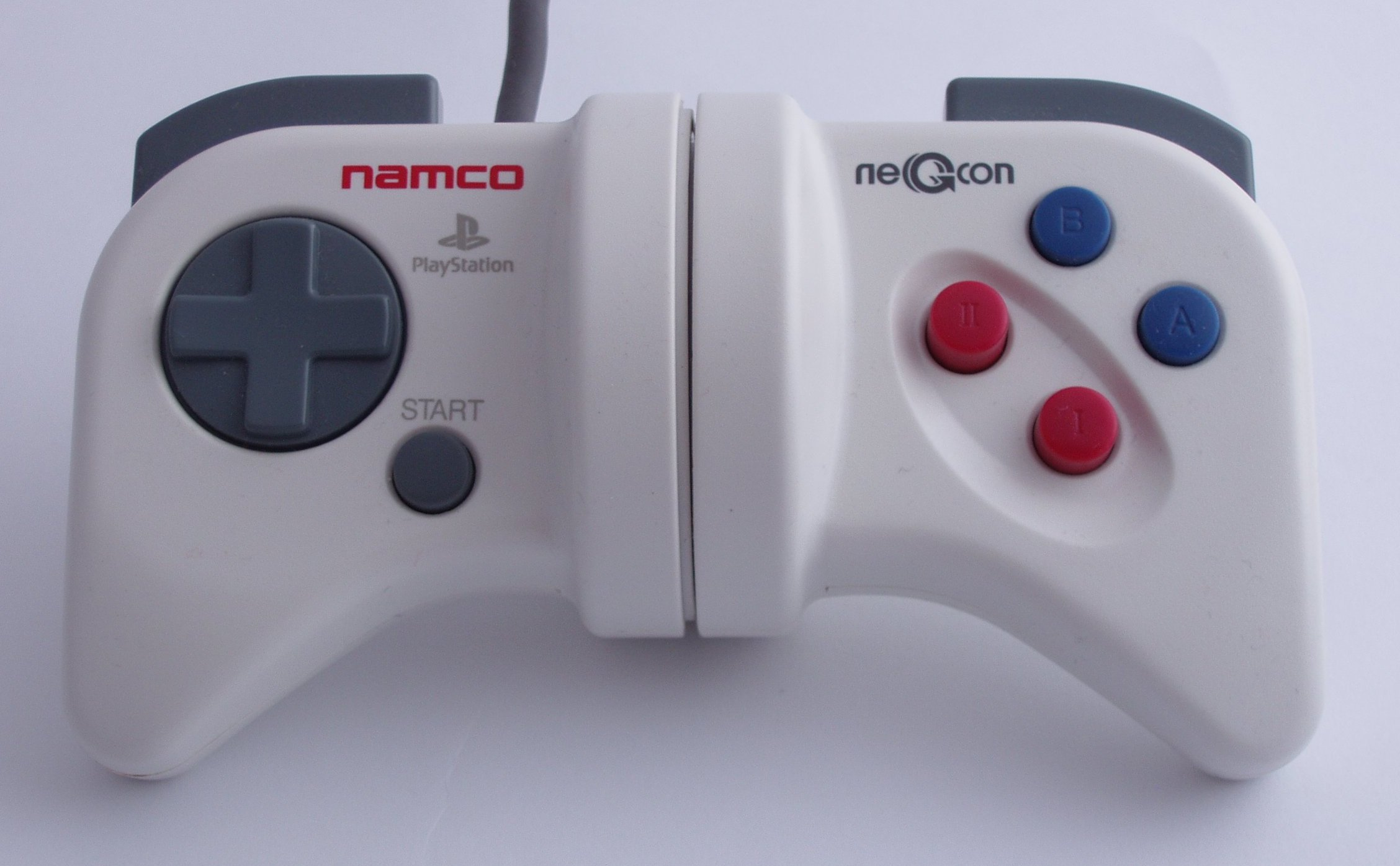
Al centro

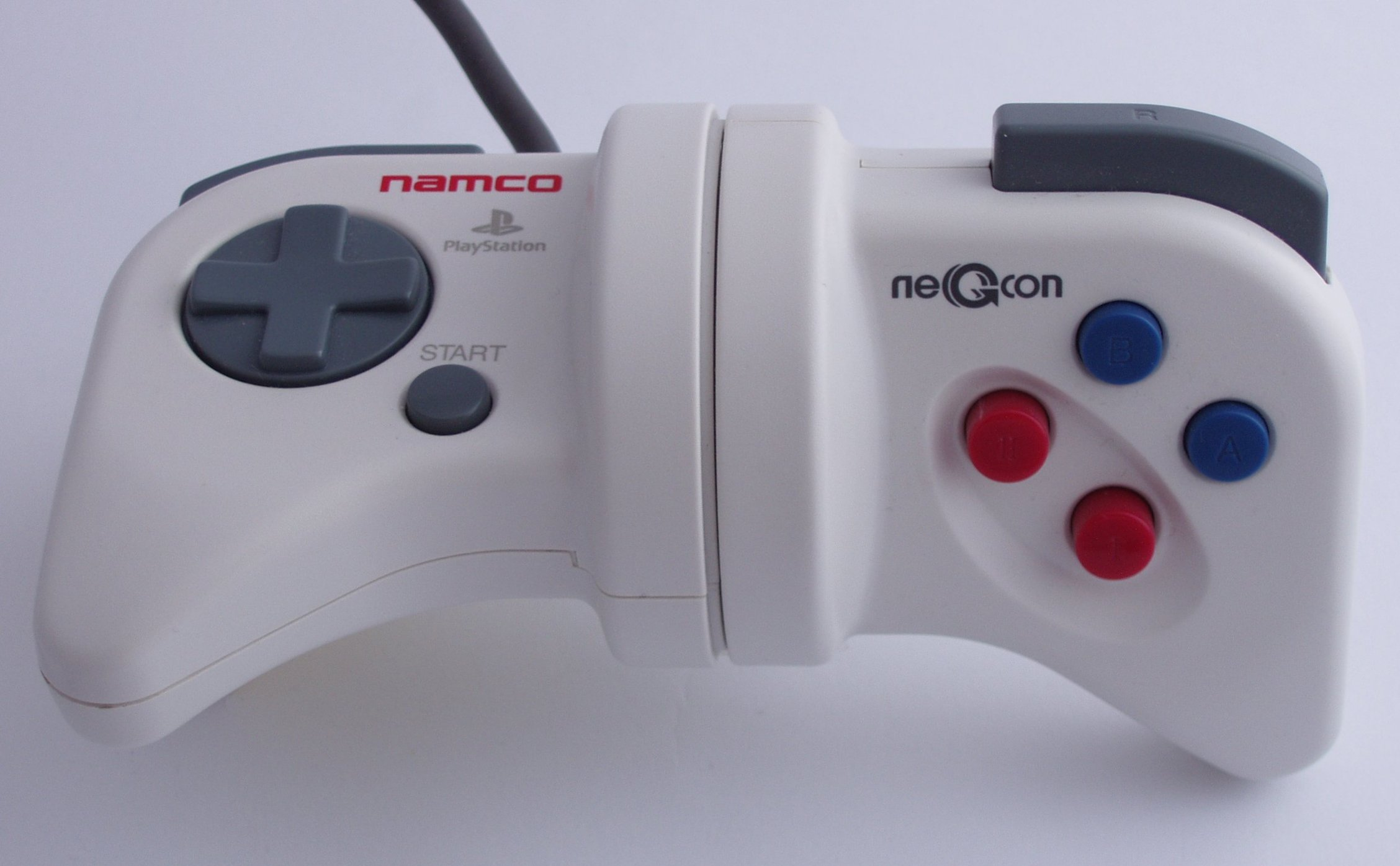
In torsione

Il neGcon è un controller per PlayStation costruito da  Namco.

## Differenze
La caratteristica che rende il neGcon unico nel suo genere è la possibilità di sterzare con una delle due parti del joypad.
Grazie ad un sensore che viene attivato dal movimento viene percepito dalla console come uno spostamento, rendendo il gioco più "interattivo".
Si distingue anche per i suoi tasti; i controller standard della Sony prevedevano un pad direzionale sulla sinistra, quattro tasti principali sulla destra (identificati dai simboli triangolo, cerchio, croce e quadrato), quattro tasti laterali azionabili con l'indice e il medio (L1, L2, R1, R2) e i tasti Select e Start al centro del joypad.
Il neGcon rimuove i tasti L1, L2 R1, R2 e il tasto Select, rimpiazzando il cerchio e il triangolo con i tasti A and B, mentre la croce e il quadrato sono state sostituite dai tasti Ⅰ e Ⅱ, che, grazie alla sensibilità in base alla pressione del tasto, consentono una guida molto più sofisticata ed accurata. Lo stesso vale per "L", ma non per "R".

### Tecnologia
Il neGcon, grazie all'asse centrale ruotante, permette di ridurre notevolmente i tempi d'elaborazione per consentire alla console di calcolare lo spostamento, essendo un movimento analogico.
Grazie ai potenziometri il controller risulta estremamente preciso e veloce nelle gare ad alta velocità.

### Utilizzo
Il design del neGcon è risultato ottimale per le simulazioni di corse.
I tasti analogici Ⅰ e Ⅱ vengono utilizzati come acceleratore e freno; l'asse centrale serve a sterzare.
Considerando che l'input analogico è meglio nelle simulazioni di corse, rimane tutt'oggi una scelta vincente l'asse centrale ruotante.

### Compatibilità
Il neGcon viene supportato da tutta la serie Ridge Racer (Ridge Racer Type 4 supporta anche il Namco Jogcon e il V capitolo della serie -pubblicato per PlayStation 2- supporta senza problemi il negCon), Gran Turismo, dalla serie di corse futuristiche Wipeout (inclusoWipEout Fusion su PlayStation 2), Destruction Derby, Rally Cross e i giochi nell'area tematica Pole Position inclusi nella raccolta ormai storica Namco Museum volumi 1 e 3.
Il numero di giochi non legati al mondo delle corse che supporta questo controller è molto ristretto, giusto per citare un'eccezione troviamo la simulazione aerea Ace Combat (di recente pubblicata su PlayStation 2 anch'essa).
neGcon, nonostante sia comparso fin dal lancio della PlayStation, ha sempre avuto un settore di giochi ben definito; tuttavia si può utilizzare in quei giochi che non richiedano l'utilizzo dei tasti R2, L2 o il tasto Select.
Tuttavia in giochi dove sia necessario premere molto rapidamente il tasto croce e/o il tasto quadrato si consiglia il controller standard, in quanto è molto più veloce e preciso.

#### Utilizzo odierno
Il neGcon ha trovato nuova vita grazie ai recenti adattori PlayStation-USB e continua a lavorare molto bene su giochi per PC quali Live for Speed, GTR - FIA e molti altri. Se può sembrare lacunoso (in quanto sprovvisto di vibrazione) è il meglio in assoluto per frenare, sterzare e affrontare curve a tutta velocità grazie alla rotellina sterzo inclusa e ai tre tasti analogici.
Grazie all'ottima qualità dello sterzo rimane un'ottima alternativa (robusta ed economica) per simulazioni di corse ancora oggi.

#### Reperibilità
Negli Stati Uniti non è reperibile facilmente, se non in qualche magazzino specializzato in periferiche del passato; per l'Italia vale pressappoco lo stesso discorso, l'unica possibilità è cercarlo sul sito di aste online eBay, dove il suo valore (nuovo ed imballato) è sui € 30.

#### Incompatibilità note
Gran Turismo 3 e 4 per PlayStation 2 non supportano il neGcon. Questa mancata compatibilità è un incentivo all'acquisto di un volante Logitech (che ne ha prodotto un modello specifico per questo gioco).
La differenza rispetto al neGcon è ovviamente la minore portabilità e il costo ben più elevato, a fronte però di un'esperienza di guida molto più realistica e compatibile al 100% con la serie Gran Turismo.
Inoltre il numero di giochi per PlayStation 2 che lo supportano è molto esiguo, da citare Ridge Racer V e Wipeout Fusion, infatti col tempo l'interesse verso questo accessorio calò.

### Longevità a lungo termine
La complessità del meccanismo e l'utilizzo di plastica morbida al centro dello sterzo suggerisce che l'utilizzo ha un ruolo decisivo nel suo deterioramento.
Si consiglia cura e sterzate non troppo brusche, in quanto è ormai un pezzo per collezionisti.

## Varianti
Esiste una variante in nero più sottile e comoda rispetto al neGcon finora conosciuto; uscita solo per il mercato nipponico, prevede un tasto Start identico allo standard e cambiano le colorazioni dei tasti.

### Approfondimenti
- PlayStation